# Ravenstein (Kloetinge)
Ravenstein was een kasteel in het Nederlandse dorp Kloetinge, provincie Zeeland. Het voormalige kasteelterrein is een rijksmonument.

## Geschiedenis
Begin 11e eeuw werd een werf opgeworpen, waarop vervolgens een stenen woontoren werd gebouwd. Rondom de werf lag een gracht. Midden 12e eeuw kwamen Kloetinge en het mottekasteel binnen de nieuwe ringdijk van de Westwatering te liggen. Mogelijk speelde de familie Van Kloetinge een rol in de aanleg van deze dijk en in de inpoldering rond 1200 van de Kloetingse polder.

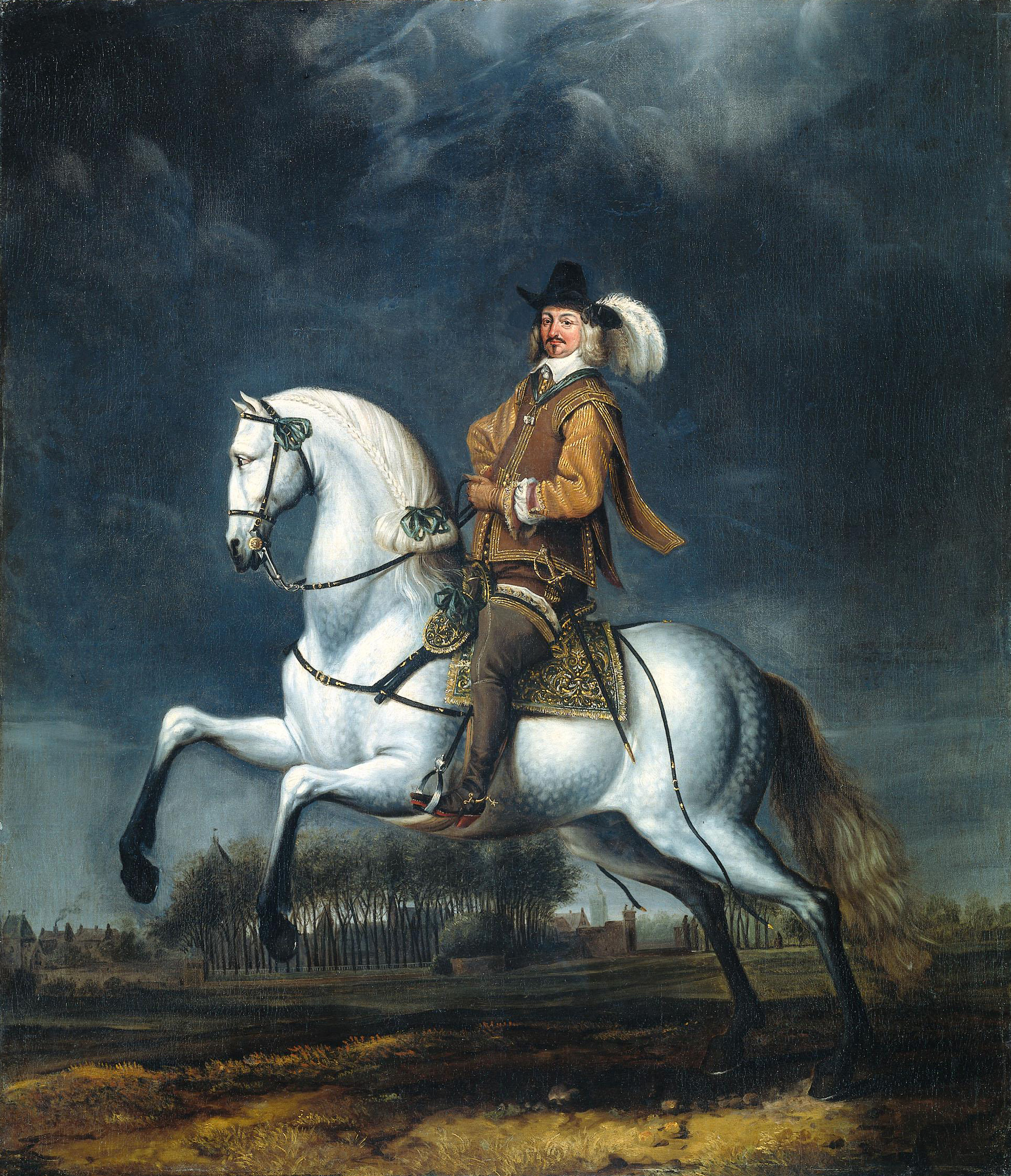
Johan Wolfert van Brederode (1599-1655)

Het is aannemelijk dat de familie in de eerste helft van de 14e eeuw een nieuw kasteel bouwde in de buurt van de oude werf. De oudste vermelding van dit nieuwe kasteel dateert uit 1356, toen Dirk Claeszoon van Kloetinge zijn 'steenhuijs van Cloetinghen' opdroeg aan de Hollandse graaf Willem V, om het direct in erfleen weer terug te ontvangen. De familie Van Kloetinge stierf echter diezelfde eeuw nog uit in mannelijke lijn en waarschijnlijk kwamen het kasteel Ravestein en de ambachten via een erfdochter terecht bij het geslacht Van Borsele van Veere.
In 1481 trouwde Margaretha van Borsele, vrouwe van Kloetinge, met Walraven II van Brederode. De laatste eigenaar uit de familie Van Brederode was Johan Wolfert van Brederode, die in 1655 overleed en Kloetinge naliet aan zijn ongehuwde dochter Hedwich Agnes.
In 1704 kocht Cornelis de Jonge van Ellemeet het grootste deel van de heerlijkheid Kloetinge. Net als zijn voorgangers bewoonde ook hij het kasteel niet. Na zijn overlijden op de buitenplaats Duinrel in 1721 werd het kasteel Ravenstein afgebroken.

## Beschrijving
De oudste bewoning van de heren Van Kloetinge was waarschijnlijk de 11e-eeuwse werf, die in de 13e eeuw werd opgehoogd en van een stenen woontoren voorzien.

### Ravenstein
Kasteel Ravenstein werd in de eerste helft van de 14e eeuw in de nabijheid van de oude werf gebouwd. Hoe het kasteel er uit heeft gezien, is onbekend.
Ten noordoosten van de huidige boerderij Ravenstein zijn in de jaren 60 van de 20e eeuw de fundamenten met gewelven aangetroffen. Ook werden vloeren gevonden en is de slotgracht gelokaliseerd. Nieuw archeologisch onderzoek in 2002 en 2003 heeft de funderingen en slotgracht in kaart gebracht. Hieruit kon de conclusie worden getrokken dat kasteel Ravenstein 25 bij 35 meter groot was. Rondom het kasteel lagen een droge en een natte gracht; die laatste is volgestort met 18e-eeuws puin, waarschijnlijk afkomstig van het in 1721 afgebroken kasteel.
Aldegonde · Kasteel van Axel · Baarland · Baarsdorp · Barbestein · Biervliet · Bieweg · Blodenburg · Huis der Boede · Brijdorpe · Bruëlis · 't Burchtje · Burggravensteen · Buttinge · Coxijde · Crayenstein · Duinbeek · Duivelsberg · Ellewoutsdijk · Filippenburg · Geersdijk · Gistellis · Gravenhof · Slot Haamstede · Kasteel Hellenburg · Herkestein · Heuvelsweg · Hoge Huis · Ter Hooge · Hoogkamer · Kats · Kind van Trente · Kleverskerke · Kortgene · Kreke · Kruiningen · Laterdale · Lodijke · Maalstede (Hulst) · Maalstede (Kapelle) · Magdalon · Hof Ter Moere · Moermond · Te Mortiere · Muiden · Hof ter Nisse (Nisse) · Hof ter Nisse (Ossenisse) · Oostende · Oostende (Goes) · Oosterstein · Poelvoorde · Poortvliet · Popkensburg · De Pottere · Poucques · Pronkenburg · Ravenstein · Saeftingher Slot · Kasteel van Sint-Maartensdijk · Schengen · Sluis · Smallegange · Stavenisse · Tolhuis van Iersekeroord · Huus ter Tolne · Torenberg · Torenhoeve · Toren van Bourgondië · Troye · Valkenisse · Vinninghen · Vlissingen · Voorhoute · Waarde · Watervliet · Weldamme · Welland · Huis te Werf · Te Werve · Westenschouwen · Westhove · Westkerke · Windenburg · Zandenburg · Zwanenburg